# 大村忠二郎
大村 忠二郎（おおむら ちゅうじろう、1862年11月27日 – 1921年9月3日）は岡山県出身の教育者。大阪府第一高等女学校（現・大阪府立清水谷高等学校）初代校長で、大阪における女子教育の第一人者。

## 経歴
明治初期、実生活に必要な「技芸」を授ける程度だった女子教育が、1899年（明治33年）公布の「高等女学校令」(男子の「中学校令」に準じ、高等普通教育＝中等教育を目指す基準)にあわせ、大阪府も女子の教育機関を整備することになった。1900年、府立初の高等女学校「大阪府第一高等女学校」創立に伴い、各地で手腕を振るっていた大村忠二郎が任命された。

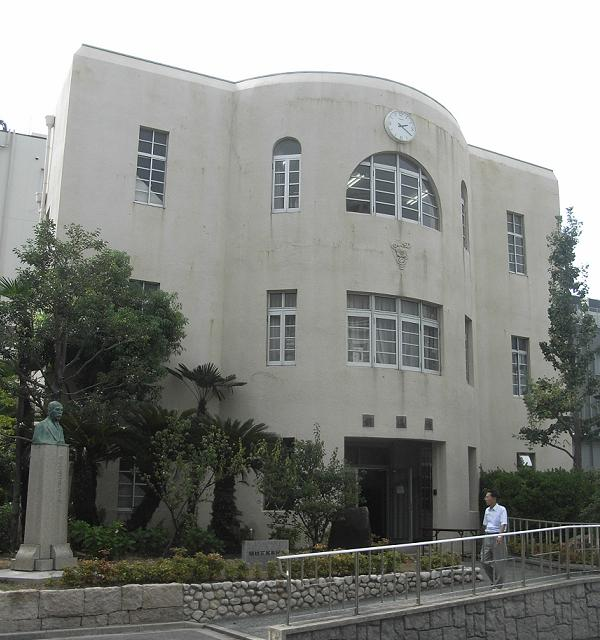
清水谷高校と「清友会」を象徴する「済美館」。左下に写っている胸像が大村忠二郎である

大村の熱意は言うまでもなく、「大阪府清水谷高等女学校」として発足した府立第一高女への各界の意気込みは相当なもので、生徒の教養・見識を高めるため、名士が多数、協力・講演した。大隈重信や渋沢栄一をはじめ創立後20年間の記録に残るだけでも120人以上が来校しており、清水谷高女の敷地に建てられた同窓会館「済美館」に首相西園寺公望が揮毫したのも、大村の信奉していた親友成瀬仁蔵の後見人である西園寺が、自身の「女子教育の重視」という考えを大阪の殿堂で示すためであった。
大村は人材確保にも尽力。中でも音楽科教員として招いた永井幸次は清水谷高女を音楽でも殿堂に育てあげ、その教材として編纂した「女子音楽教科書」が後に全国の高等女学校での基準本として使われるようになった。後に永井は「大阪音楽学校（現・大阪音楽大学）」を創設している。
そんな大村を周囲が放っておくわけがなく、成瀬も日本女子大学校附属高等女学校の校長として迎え入れようと説得を続け、大村も一旦、辞表を提出したが、昵懇の大阪府知事高崎親章から強く慰留され、留任した。
21年間、清水谷高女で女子教育に尽力し続けた大村の退任が1921年（大正10年）春に発表されると、生徒や保護者らは「名誉校長」に推挙するため文部省に“直訴”したり、六女の紀子（悠仁親王の曾祖母）を通わせていた大阪市長池上四郎らが謝恩会を開催したりしている。
その後、大村は校長就任後で事実上初の休暇として楽しんだ夏の六甲山登山の後に体調を崩し、9月3日、急性肺炎のため世を去った。享年59（58歳）。

### 年表
- 1862年(文久2年)11月27日 - 津山藩（現・岡山県津山市）生まれ。
- 1883年（明治16年） - 東京師範学校（後の東京高等師範学校、現・筑波大学）中等師範学科卒業。福島県師範学校教諭に。
- 1886年 - 山口師範学校（現山口大学教育学部）教諭に。岡山県尋常師範学校（後の岡山師範学校、現・岡山大学教育学部）教諭に。
- 1890年 - 岡山県尋常師範学校の教頭を兼務。
- 1897年 - 兵庫県師範学校（後の兵庫師範学校、現・神戸大学発達科学部）教諭に。
- 1900年 - 大阪市立大阪第二高等女学校の校長に就任。
- 1901年 - 大阪府第一高等女学校の校長に就任。市立大阪第二高女を統合。
- 1921年（大正10年） - 大阪府立清水谷高等女学校校長を退任。9月3日、死去。
- 1929年（昭和4年） - 清水谷高女の同窓会「清友会」会員らが遺徳を偲び、大村の愛した清水谷高女を一望できる「済美館」のそばに銅像を建立。

## 栄典
- 1910年（明治43年）12月26日 - 勲六等瑞宝章[5]

## 著書
- 新案小学修身参考用書
- 小学修身参考用書
- 裁縫科の教授及び管理要項
- 家庭教育の枝折
- 実用料理教本

ほか